# 野ばらのジュリー
『野ばらのジュリー』（のばらのジュリー）は、1979年1月4日から同年4月5日まで東京12チャンネル（現・テレビ東京）で放送されたテレビアニメ。全13回。放送時間（JST）は毎週木曜19:30 - 20:00。
麒麟麦酒一社提供アニメシリーズ『キリン名曲ロマン劇場』の第1作。

## 声の出演
出典
- ジュリー - 一城みゆ希
- タニア - 川島千代子
- アラン - 三ツ矢雄二
- カロリーヌ - 中田彩子
- カール - 池水通洋
- クララ - 菊池紘子
- ヨハン - 安原義人
- ハインリッヒ - 田中真弓
- オスカー - 槐柳二
- ハーベイ - 山下啓介
- ラレジア - 平井道子
- ナレーター - 奈良岡朋子

ほか

## スタッフ
出典
- 原案・企画・プロデューサー：丹野雄二（DAX）
- プロデューサー：丹野雄二、近藤伯雄
- 担当プロデューサー：佐藤智子、小藤担
- 制作担当：石原れい子、高山幸直、芝野達弥
- 監督：葛生雅美
- チーフディレクター：早川啓二
- 作画監督 (キャラクターデザイン)：アベ正己
- 原画：富永貞義、山崎勝彦、飯山嘉昌、林政行、小野茂、武田政夫、北島信幸、加藤典三、星野絵美、山田一郎 ほか
- 美術監督、設定：岡田和夫
- 背景：木下和宏、メカマン、アニメ倶楽部、田原優子、脇威志、渡辺紀子（ミニアート）ほか
- 撮影：福田岳志、鈴木敏夫（タンクファイブ）
- 編集：松本高行
- 録音：石井祐貴生
- 選曲：茶畑三男
- 効果：今野康之（スワラ・プロ）
- 制作協力：童話舎
- 取材協力：オーストリア観光局
- 制作：東京12チャンネル、ダックスインターナショナル

## 主題曲

### オープニングテーマ
「野ばら」
作詞 - ヨハン・ヴォルフガング・フォン・ゲーテ / 作曲 - フランツ・シューベルト
エンディングでも使用時期有り。

### エンディングテーマ
「山のヨーデル」
チロル民謡
「軍隊行進曲」
作曲 - フランツ・シューベルト / 歌 - 軍人たち
「美しく青きドナウ」
訳詞 - 堀内敬三 / 作曲 - ヨハン・シュトラウス2世 / 歌 - タニア、カロリーヌ
「菩提樹」
訳詞 - 近藤朔風 / 作曲 - フランツ・シューベルト / 歌 - タニア、ジュリー
「ローレライ」
訳詞 - 近藤朔風 / 作曲 - フランツ・シューベルト / 歌 - ジュリー
なおシリーズ共通のOPとEDに関しては、

## 各話リスト
| 話 | サブタイトル               | 脚本         | 絵コンテ   | 演出         | 放映日        |
| -- | -------------------------- | ------------ | ---------- | ------------ | ------------- |
| 1  | チロルから来た女の子       | 才賀明       | 榎本高二   | 榎本高二     | 1979年 1月4日 |
| 2  | いさましい転校生           | 松岡志奈     | 鈴木勇二   | てらだけんじ | 1月11日       |
| 3  | 意地悪ワルツとしくじり天使 | 五十嵐ひろみ | 秦泉寺博   | 榎本高二     | 1月18日       |
| 4  | 夕やけ空とピクニック       | 筒井ともみ   | 鈴木勇二   | 榎本高二     | 1月25日       |
| 5  | 夢を見つめて               | 松岡志奈     | 榎本高二   | てらだけんじ | 2月1日        |
| 6  | 迷子になった夢             | 才賀明       | こうたつま | てらだけんじ | 2月8日        |
| 7  | 木枯らしベンチのにらめっこ | 筒井ともみ   | 榎本高二   | てらだけんじ | 2月15日       |
| 8  | ガラスにかけた祈り         | 松岡志奈     | 柳弘通     | てらだけんじ | 2月22日       |
| 9  | 小さなひみつ               | 松岡志奈     | 榎本高二   | てらだけんじ | 3月1日        |
| 10 | 小さな雪わり草             | 筒井ともみ   | 榎本高二   | てらだけんじ | 3月8日        |
| 11 | 春風のワルツ               | 松岡志奈     | 鈴木勇二   | てらだけんじ | 3月22日       |
| 12 | チロルからの便り           | 才賀明       | こうたつま | てらだけんじ | 3月29日       |
| 13 | 野ばらの詩                 | 才賀明       | 柳弘通     | てらだけんじ | 4月5日        |

## 映像ソフト化
- 2005年7月22日にデジソニックからDVD-BOXが発売された。